# Большая Янгасала
Большая Янгасала (тат. Олы Яңасала) — село в Камско-Устьинском районе Республики Татарстан, административный центр Янгасалского сельского поселения.

## Этимология
Топоним произошёл от татарских слов «олы» (большой), «яңа» (новый) и ойконимического термина «сала» (село, деревня).

## География
Село находится на реке Сёмге, в 26 км к северо-западу от районного центра — посёлка городского типа Камское Устье.
Высота над уровнем моря — 106 м

### Климат
Климат в селе умеренно-континентальный, Dfb по классификации Кёппена. Средняя температура воздуха — 4,8 °C, среднегодовое количество осадков — 631 мм.

## История
Основание села относят к периоду Казанского ханства. По другой версии, основано после 1552 года переселенцами с левого берега реки Волги.
В сословном плане, в XVIII веке и вплоть до 1860-х годов, жителей села причисляли к государственным крестьянам. Основными занятиями жителей села являлись земледелие (в начале XX века земельный надел сельской общины составлял 2945,7 десятин), скотоводство.
В середине XIX столетия 21 семья из села переселилась в Лаишевский уезд и основала село Околоток-Янгасала.
В «Списке населенных мест по сведениям 1859 года», изданном в 1866 году, населённый пункт упомянут как казённая деревня Большие Янасалы 1-го стана Тетюшского уезда Казанской губернии. Располагалась при речке Шушерме, по правую сторону Казанского торгового тракта, в 42 верстах от уездного города Тетюши и в 20 верстах от становой квартиры в казённом селе Новотроицкое (Сюкеево). В деревне в 226 дворах жили 1356 человек (677 мужчин и 679 женщин). Была мечеть (закрыта в 1929 г.).
В конце XIX — начале XX века в селе действовали 2 больших магазина (мануфактура, бакалея, посуда), а также галантерейная лавка.
По сведениям из первоисточников, в начале XX века здесь также  располагалось волостное правление, действовали 2 мечети (вторая с 1864 г. до начала 1930‑х гг.), медресе, 11 ветряных мельниц, крупообдирка, шерстобитня, кузница, 9 торговых лавок.
До 1920 года село являлось центром Больше-Янасальской волости Тетюшского уезда Казанской губернии. С 1920 года входило в состав Тетюшского, с 1927 года — Буинского кантонов ТАССР. С 10 августа 1930 года в Камско-Устьинском, с 1 февраля 1963 года в Тетюшском, с 12 января 1965 года в Камско-Устьинском районах.
С 1930 года в селе действовали  колхозы, в 1994—2003 годах — коллективное предприятие «Яна юл», в 2003—2006 годах — сельскохозяйственный производственный кооперативв «Яна юл».

## Население
| 1782 | 1859 | 1884 | 1897 | 1908 | 1920 | 1926 | 1938 | 1958 | 1989 | 2002 | 2010 | 2017 |
| ---- | ---- | ---- | ---- | ---- | ---- | ---- | ---- | ---- | ---- | ---- | ---- | ---- |
| 341  | 1356 | 1804 | 2077 | 2426 | 2354 | 1885 | 1137 | 704  | 382  | 343  | 332  | 273  |

Национальный состав
Согласно результатам переписи 2002 года, в национальной структуре населения села татары составляли 100% из 343 человек.

## Экономика
Жители села занимаются сельским хозяйством в отделении «Янгасала» общества с ограниченной ответственностью «Агрофирма «Буртасы».

## Инфраструктура
В селе действуют дом культуры (с 1945 г.), библиотека (с 1950 г.), фельдшерско-акушерский пункт, почтовое отделение № 422832. В селе 9 улиц

## Религия
В селе действует мечеть (с 1997 г.).

## Известные люди
- Ф. Х. Халиди (1850—1923) — драматург, татарский писатель-просветитель